# Dodecaceria multifiligera
Dodecaceria multifiligera är en ringmaskart som beskrevs av Hartmann-Schröder 1962. Dodecaceria multifiligera ingår i släktet Dodecaceria och familjen Cirratulidae. Inga underarter finns listade i Catalogue of Life.